# Polycarpaea ventiversa
Polycarpaea ventiversa är en nejlikväxtart som beskrevs av Michael George Gilbert. Polycarpaea ventiversa ingår i släktet Polycarpaea och familjen nejlikväxter. Inga underarter finns listade i Catalogue of Life.